# Tadeusz Wituski (polityk)
Tadeusz Wituski (ur. 14 kwietnia 1912 w Suwałkach, zm. 12 stycznia 1988) – polski tokarz, hydraulik i polityk, poseł na Sejm PRL VII kadencji.

## Życiorys
Uzyskał wykształcenie zasadnicze zawodowe. Przed wojną pracował jako tokarz w Fabryce Maszyn i Narzędzi Rolniczych, a podczas okupacji jako hydraulik. W 1945 rozpoczął pracę w Ełku przy uruchamianiu rzeźni miejskiej (przekształconej potem w Zakłady Mięsne), gdzie zajmował stanowisko brygadzisty. W 1948 został członkiem Polskiej Zjednoczonej Partii Robotniczej. Przez okres kilku kadencji pełnił funkcję radnego Miejskiej Rady Narodowej. W 1976 uzyskał mandat posła na Sejm PRL w okręgu Suwałki. Zasiadał w Komisji Administracji, Gospodarki Terenowej i Ochrony Środowiska oraz w Komisji Handlu Wewnętrznego, Drobnej Wytwórczości i Usług.

## Odznaczenia
- Krzyż Kawalerski Orderu Odrodzenia Polski